# Liliesleaf
Liliesleaf, voluit Liliesleaf Farm, is een locatie in Rivonia, ten noorden van Johannesburg in Zuid-Afrika. Het was een kleine boerderij die het meest bekend staat om zijn gebruik als een safe house voor activisten van het African National Congress (ANC) tijdens de apartheidsjaren in de jaren 1960. In 1963 deed de Zuid-Afrikaanse politie een inval op de boerderij en arresteerde meer dan een dozijn ANC-leiders en activisten, die vervolgens werden berecht en vervolgd tijdens het Rivoniaproces.
Na het einde van de apartheid werd het pand gerestaureerd en omgevormd tot een museum en nationaal erfgoed. Het museum sloot na financiële problemen in september 2021 maar kon na twee jaar de deuren terug openen voor het publiek.

## Geschiedenis
De boerderij is gelegen aan George Avenue in Rivonia, deel van Sandton, ooit een afgelegen plek in een plattelandsdorp, nu een buitenwijk 20 km ten noorden van het centrum van Johannesburg, in het Sandton-gebied. In 1961 werd het pand gekocht door Arthur Goldreich en Harold Wolpe met geld van de ondergrondse Zuid-Afrikaanse Communistische Partij, om te gebruiken als een safe house voor politieke voortvluchtigen. Goldreich woonde daar met zijn toenmalige vrouw Hazel en hun twee zonen, Nicholas en Paul. Als blanke Zuid-Afrikanen in een gebied dat gereserveerd was voor blanken, trokken ze geen aandacht en boden ze dekking aan zwarte anti-apartheidsactivisten. Het werd verworven in een tijd dat er een verschuiving plaatsvond in focus en tactiek binnen de bevrijdingsbeweging, van passief verzet naar gewapende strijd, toen uMkhonto we Sizwe (MK) werd opgericht. Leliesleaf werd al snel het hoofdkwartier van MK.
De leider van het Afrikaans Nationaal Congres, Nelson Mandela, had een veilige plek nodig om te opereren en woonde daar onder de aangenomen identiteit van een landarbeider genaamd David Motsamayi, wat de naam was van een van zijn voormalige klanten. Hij werd echter in augustus 1962 in Howick gearresteerd op grond van niet-gerelateerde aanklachten (het aanzetten tot staking van arbeiders en het verlaten van Zuid-Afrika zonder geldige reisdocumenten). Anderen die elkaar in het geheim ontmoetten bij Liliesleaf waren Walter Sisulu, Govan Mbeki, Ahmed Kathrada, Denis Goldberg, Raymond Mhlaba, Elias Motsoaledi, Andrew Mlangeni, James Kantor, Ruth First, Joe Slovo en Lionel Bernstein. MK lanceerde Operatie O Mayibuye (ook bekend als Operatie Mayibuye) vanuit Liliesleaf. 
Op 11 juli 1963 deed de veiligheidspolitie een inval op de boerderij en arresteerde 19 leden van de ondergrondse, en beschuldigde en vervolgde later een aantal van hen voor sabotage. De politie had de locatie uit twee bronnen vernomen: George Mellis, die in de buurt in het Rivonia Caravan Park woonde, merkte een aantal auto's op die het boerderijgebied in en uit gingen en vertelde het aan zijn familie; en een politie-informant in MK. De activisten hadden zich verzameld in de rieten kamer en waren verrast door de inval. Ze hadden van tevoren al besloten om naar een ander onderduikadres te verhuizen, waarbij 11 juli hun laatste ontmoeting bij Liliesleaf was. De politie vond tijdens de inval documenten die Mandela beschuldigden, dus werd hij aangeklaagd en samen met de anderen voor de rechter gebracht.
Het proces, dat liep van oktober 1963 tot juni 1964, eindigde met Mandela en andere prominente leiders, waaronder Sisulu, Govan Mbeki, Kathrada, Goldberg, Mhlaba, Motsoaledi en Mlangeni die schuldig werden bevonden en veroordeeld tot levenslange gevangenisstraf.

## De site als museum
De familie Schreider kocht de boerderij na de inval en maakte er een pension van. Na een reünie van de beschuldigden in het Rivonia-proces in 2001 besloot Nicholas Wolpe (zoon van Harold Wolpe en neef van James Kantor) echter een trust op te richten die de site zou bezitten en beheren en een museum zou creëren voor toekomstige generaties.
De eerste fase van de restauratie begon in 2008. Er werden tentoonstellingsruimtes ingericht en er werden ruimtes ingericht als cafetaria, conferentiecentrum en verschillende andere gebouwen gebouwd. Het werd door de Zuid-Afrikaanse regering (onder leiding van het ANC nadat ze in 1994 democratisch waren gekozen) erkend als een nationaal goed, van betekenis voor zowel de geschiedenis van het ANC als de Zuid-Afrikaanse bevrijdingsstrijd. Vanaf ongeveer 2008 hebben het ministerie van Sport, Kunst en Cultuur en zijn voorgangers meer dan R 70 miljoen verstrekt voor het onderhoud ervan. [1]
Op 24 november 2014 werd het uitgeroepen tot een geklasseerde site van klasse 1. De site werd in 2015 voorgedragen voor de status van werelderfgoed, als onderdeel van een groep genaamd "Human Rights, Liberation Struggle and Reconciliation: Nelson Mandela Legacy Sites". Op 2 september 2016 werd Liliesleaf uitgeroepen tot nationaal erfgoed in de Zuid-Afrikaanse Staatscourant.
De site was tot 2021 eigendom van de Liliesleaf Trust en werd gerund door Nicholas Wolpe, oprichter en CEO van de trust. Van ongeveer 2008 tot de sluiting in 2021, tijdens de COVID-19-pandemie, heeft het ministerie van Sport, Kunst en Cultuur meer dan R 70 miljoen verstrekt voor het onderhoud ervan. Het museum sloot echter zijn deuren in september 2021, tijdens de COVID-19-pandemie, een beslissing die de CEO nam zonder het bestuur te raadplegen. De afdeling zei dat Wolpe R 8.1 miljoen van een financieringssubsidie die in 2015 aan Liliesleaf was gegeven, niet had gebruikt en dat ze het zouden overnemen. (Blijkbaar was het de bedoeling dat het werd uitgegeven aan kapitaaluitgaven, maar Wolpe besteedde het aan lopende kosten.) Op 10 maart 2022 schorste het bestuur Wolpe. Minister van Sport, Kunst en Cultuur Nathi Mthethwa zei dat er een proces was begonnen om Liliesleaf Museum "als een culturele instelling in overeenstemming met de Wet op de Culturele Instellingen" te erkennen. Dit zou het Parlement in staat stellen toezicht te houden op het museum. Er was enige bezorgdheid dat er een politiek motief was om het museum te gebruiken om het ANC te promoten, maar bestuurslid Themba Wakashe zei dat hij dit niet zou laten gebeuren, omdat het een site was voor alle Zuid-Afrikanen. Het zou uiteindelijk tot 2023 duren eer het museum terug werd geopend.

## Artefacten
Het museum herbergt veel belangrijke historische artefacten, waaronder het originele exemplaar van het Freedom Charter (Vrijheidshandvest), het arrestatiebevel van Mandela en het pen-pistool van Oliver Tambo.

## Werelderfgoed
Onder de naam "Mensenrechten, bevrijding en verzoening: Nelson Mandela herdenkingssites" werden de geselecteerde sites erkend als werelderfgoed door de UNESCO Commissie voor het Werelderfgoed tijdens de 46e sessie in juli 2024. Liliesleaf werd hier geselecteerd, naast onder meer de Union Buildings in Pretoria, nu de officiële zetel van de regering en de sites in Sharpeville, ter herdenking van het bloedbad van 69 mensen die protesteerden tegen de onrechtvaardige pasjeswetten. De plaatsen weerspiegelen belangrijke gebeurtenissen die verband houden met de lange strijd tegen de apartheidsstaat; Mandela's invloed bij het bevorderen van begrip en vergeving; en geloofssystemen gebaseerd op filosofieën van non-racialisme, panafrikanisme en ubuntu, een concept dat impliceert dat menselijkheid niet alleen is ingebed in een individu.
Gebieden met hominide-fossielen van Zuid-Afrika ·
iSimangoliso moeraslandpark ·
Robbeneiland · 
uKhahlamba / Drakensbergen park ·
Cultuurlandschap Mapungubwe ·
Beschermde gebieden van de Floraregio van de Kaap ·
Vredefortkrater ·
Cultureel en botanisch landschap van Richtersveld ·
Cultuurlandschap van de Khomani · 
Mensenrechten, bevrijding en verzoening: Nelson Mandela herdenkingssites · 
De opkomst van modern menselijk gedrag: de pleistocene bezettingsplaatsen van Zuid-Afrika